# Campo de Robledo
El Campo de Robledo és una comarca de la província de Salamanca (Castella i Lleó). Els seus límits no es corresponen amb una divisió administrativa, sinó amb una denominació històric-tradicional i geogràfica. Ocupa una superfície de 550,84 km². Comprèn 10 municipis.
Està situat al sud de la comarca de Ciudad Rodrigo, a la província de Salamanca. La meitat d'ella constitueix la subcomarca d'El Rebollar.